# 新潟リハビリテーション専門学校
新潟リハビリテーション専門学校（にいがたリハビリテーションせんもんがっこう）とは、かつて新潟県村上市にあった私立専門学校。理学療法士、作業療法士、言語聴覚士を養成していた。設置者は学校法人北都健勝学園。

## 概要
理学療法学科、作業療法学科、言語聴覚学科が設置されており、いずれの学科の卒業生も、4年制大学を卒業した学士と同様に大学院への進学が可能な高度専門士の称号が取得できた。

## 学科
- 理学療法学科　4年制　定員40名

称号：高度専門士　取得資格：理学療法士国家試験受験資格
- 作業療法学科　4年制　定員20名

称号：高度専門士　取得資格：作業療法士国家試験受験資格
- 言語聴覚学科　4年制　定員30名

称号：高度専門士　取得資格：言語聴覚士国家試験受験資格

## 沿革
- 平成7年4月 - 理学療法学科・作業療法学科・言語聴覚学科を有する学校として開校。
- 平成12年4月 - 鍼灸療法学科を増設（平成22年4月より新潟看護医療専門学校東洋医療学科として移設）。
- 平成22年4月 - 新潟リハビリテーション大学院大学に医療学部が開設されたことに伴い、理学療法学科・作業療法学科・言語聴覚学科の学生募集停止。
- 平成25年3月 - 新潟リハビリテーション大学の医療学部への切り替えが完了し、閉校する。

## アクセス
- 新潟駅～羽越線・特急いなほ（45分）～村上駅～岩船・塩谷方面バス（15分）～岩船支所前バス停～徒歩1分
- 鶴岡駅～羽越線・特急いなほ（60分）～村上駅～岩船・塩谷方面バス（15分）～岩船支所前バス停～徒歩1分

自動車
- 日本海東北自動車道～神林岩船港IC降りて車で5分

## 所在地
- 〒958-0053 新潟県村上市上の山2番地6号

## 系列校
- 新潟看護医療専門学校
- 新潟リハビリテーション大学

## 教育交流校
- 人間総合科学大学
- 上海中医薬大学